# Ivan Krstanović
Ivan Krstanović (Tomislavgrad, 5. siječnja 1983.) bivši je bosanskohercegovački i hrvatski nogometaš koji je igrao na poziciji napadača.

## Klupska karijera
Karijeru je započeo u HNK Tomislavu s osam godina. U HNK Tomislavu je do kadeta igrao napadača, a onda je na treningu rekao trener da treba igrati kao branič, zbog visine. Krstanović nije na ovo pristao i spreman je bio odustati od nogometa. Potom ga je trener vratio u napad. Nastupao je još i za NK Drinovci i NK Posušje, gdje je pružao jako dobre partije. To mu je osiguralo transfer u NK Zagreb, klub iz Prve HNL. U sezoni 2010/2011 postao je najbolji strijelac Prve HNL. Po završetku sezone prelazi u redove Dinamo Zagreba. Crouch iz Tomislavgrada potpisuje u Zagrebu na tri godine. U prvoj službenoj utakmici za Dinamo Zagreb je Krle zabio gola Neftçiju. Golove je Hercegovac iz sela Sarajlije posvetio majci Ruži i ocu Jozi. Mjesec dana kasnije je se pojavila vijest kako ga tadašnji izbornici Bosne i Hercegovine i Hrvatske žarko žele. U 2008. je Krstanović dobio poziv da zaigra za Bosnu i Hercegovinu. Pojavio se na pripremama, ali je bio ozlijeđen, pa nije zaigrao. Čuo sam za to iz medija, ali još me nitko nije kontaktirao. Godi mi interes BiH i velikog Safeta Sušića, ali ipak srce vuče da igram za Hrvatsku. Morao bih dobro razmisliti kad bi me Sušić nazvao., izjavio je Krstanović tada. Uoči utakmice protiv Porta u rujnu 2012., u kojoj nije igrao zbog ozljede, Krstanović je sjeo u svečanu ložu. Nekoliko minuta poslije stigao je član skupštine, čije je mjesto Krstanović zauzeo. Unatoč molbi, napadač Dinama nije se htio ustati, što je razljutilo čelnike Dinama. Kaznili su ga s 20.000 eura. U 2013. je cijelo ljeto bio na odlasku iz Dinama. U srpnju je potpisao trogodišnji ugovor s HNK Rijekom. U godinu dana je Krstanović bio četvrti bivši dinamovac koji je potpisao za Rijeku nakon Mehmeda Alispahića, Nikole Pokrivača i Ivana Tomečaka. Nije navedena odšteta u Krstanovićevom transferu iz Maksimira na Kantridu. U svojoj zadnjoj sezoni s Dinamom je zabio 11 golova za Modre uključujući i gol Dinamo Kijevu koji je zagrebačkom klubu donio jedini bod u Ligi prvaka. U veljaći 2014. je došlo do sukoba između navijača HNK Rijeke i Krstanovića. Zboj neprimjerenog ponašanja je trener Matjaž Kek odlučio izbaciti napadača iz prve momčadi. Krstanović je se nedugo nakon incidenta ispričao. Disciplinska komisija Hrvatskog nogometnog saveza suspendirala je NK Zagreb u listopadu 2014. Klub iz Kranjčevićeve nije smio zaigrati u Prvoj HNL dok ne isplati dug Krstanoviću. NK Zagreb je svom bivšem napadaču bio dužan oko 600.000 eura od transfera u Dinamo Zagreb iz 2011. godine. U ugovoru sa Zagrebom Krstanoviću je stajalo kako mu klub mora isplatiti 40% od budućeg transfera, ali to NK Zagreb nije učinio. Ali Krstanović je nakon toga podnio prijedlog za odgodu suspenzije, a Disciplinska komisija HNS-a uvažila je dogovor između kluba i igrača s obzirom na to da je NK Zagreb već počeo isplaćivati dug Krstanoviću. NK Zagreb je tako automatski smio igrati i utakmicu 14. kola HNL-a protiv NK Osijeka. U zimi 2014., Krstanović je napustio HNK Rijeku. Trebao je potpisati za talijanskog drugoligaša Varese, ali je ta opcija propala. Jednako je se pojavila vijest da bi Krstanović mogao nastaviti karijeru u redovima indonezijskog prvaka Persib Bandunga. I taj je transfer propao. Par dana kasnije je potpisao za NK Zadar do kraja sezone. Protiv NK Istre 1961 je zabio svoj prvi gol u debiju za Zadrane iz penala početkom ožujku 2015. Imao je ponuda van hrvatskih granica, ali se je ipak odlučio za NK Zadar. Krajem listopada 2015. je napadač odlučio nastaviti karijeru u rodnoj zemlji. Potpisao je za NK Široki Brijeg i u 48 nastupa postigao 16 pogodaka. Nakon dvije godine igranja u Širokom, Krstanović je potpisao za Lokomotivu. Nakon sezone i pol u Lokomotivi, Krstanović u siječnju 2019. potpisuje za Slaven Belupo.

## Reprezentativna karijera
Izbornik bh. reprezentacije Safet Sušić najavio je 19. srpnja 2011. godine u izjavi za Dnevni list da će pozvati Krstanovića u bh. reprezentaciju već za prijateljski susret protiv Grčke 10. kolovoza u Sarajevu. 14. kolovoza 2011. godine u intervjuu za Sportske novosti definitivno je potvrdio kako neće igrati za BiH, nego će čekati poziv za hrvatsku reprezentaciju.

## Priznanja

### Individualna
- Žuta majica Sportskih novosti (1): 2011.
- Najbolji strijelac 1. HNL (1): 2010./11.

### Klupska
Dinamo Zagreb
- 1. HNL (2): 2011./12., 2012./13.
- Hrvatski nogometni kup (1): 2012.
- Hrvatski nogometni superkup (1): 2013.

Rijeka
- Hrvatski nogometni kup (1): 2014.
- Hrvatski nogometni superkup (1): 2014.

Široki Brijeg
- Nogometni kup Bosne i Hercegovine (1): 2017.

## Vanjske poveznice
- Ivan Krstanović na hnl-statistika.com